# 鹿折氏
鹿折氏（読みは後述）は、日本の氏族。清和源氏（摂津源氏）頼綱流。源三位頼政より出、及川氏の分流。現在の宮城県気仙沼市の一部に所領を有し下鹿折氏（または鹿折氏）を名乗っていたが、この姓を名乗る家は現在では宮城県の仙台市と亘理町に2〜3軒ずつあるのみで、全国でもたいへん希少である。

## 読みと表記
「鹿折」は、ししおり・しかおり・かおり・かなおり等いろいろに読まれる。もともとは「下鹿折」（しも-）だったが第4代下鹿折時兼の頃から下の字をとって「鹿折」とも称するようになったが、どちらが正しいということはない。

## 歴史

### 発祥
源三位頼政（馬場頼政）は『平家物語』にも登場する有名な武将で歌人、鵺退治の伝説でも名高い。その子孫から、及川氏が起こった。及川氏は岩手県南部から宮城県北部にかけて勢力を有した葛西氏の家臣となり、三つの家系に分かれて栄えたが、鹿折氏はその及川三家の中でも嫡流・本家にあたる及川光村の系統である（ここまでの詳細は「及川氏」のページを参照）。

### 初代：下鹿折隼人源重時
光村の孫の及川重国は登米郡上沼に住み大永元年58歳で没、その子が及川重時である。重時は現在の気仙沼市鹿折地区を与えられた。この地域は南北に流れる鹿折川に沿って川上（北部）を「上鹿折」、川下（南部）を「下鹿折」といい、重時は下鹿折の浪居田（波板とも書き現在の「浪板」）に居住したので下鹿折氏と称した。この地域はかつて気仙沼熊谷党の所領であったが、室町初頭に葛西高清の侵略を受け熊谷氏が降伏して葛西家臣となった際、伝統的な裁定として所領半分を安堵、残り半分は没収された。その時に葛西氏に没収された旧熊谷領の一部であった。下鹿折氏の所領は狭小で農業生産はさほどでなく、熊谷氏等の近隣勢力と同様、漁業や海産の利で補っていた。他に上鹿折には金山があり重要な財源となっていた。本家の及川氏は初めて奥州に土着した及川政嗣から昆野氏（平安後期に奥州において黄金の採掘や流通を担った氏族である金氏の末裔）との関係が深く、葛西氏が及川氏を代官として鹿折金山を管理させようとした意図があった。拠点とした浪居田に館を構え「忍城」（忍は「しのぶ」と読み、信夫館、忍楯館、忍楯城などともいう）と名付けた。この城（館）の跡は平成27年11月現在砂利の採掘場跡となっているが、東日本大震災の被害を免れ、県道及び市道の予定地となり工事中である。

### 滅亡
下鹿折時兼（通称：鹿折信濃）の時、「浜田広綱の乱」があり、鹿折氏は葛西家臣だったにもかかわらず浜田氏に与したため葛西氏の命を受けた熊谷氏に滅ぼされた（浜田広綱の乱とは浜田の陣ともいい、永禄3年（1560年）から天正16年（1588年）にかけて葛西氏に対して浜田広綱がおこした謀反である）。城は熊谷氏に奪われ、熊谷党の一人、熊谷伯耆の居城となり、鹿折信濃は一時的に行方をくらまし浪人となった。

## 鹿折氏から派生した氏族
鹿折氏から分派した家には小野寺氏（源姓小野寺氏）がある。